# Cantone dei cavalieri di Gebürg

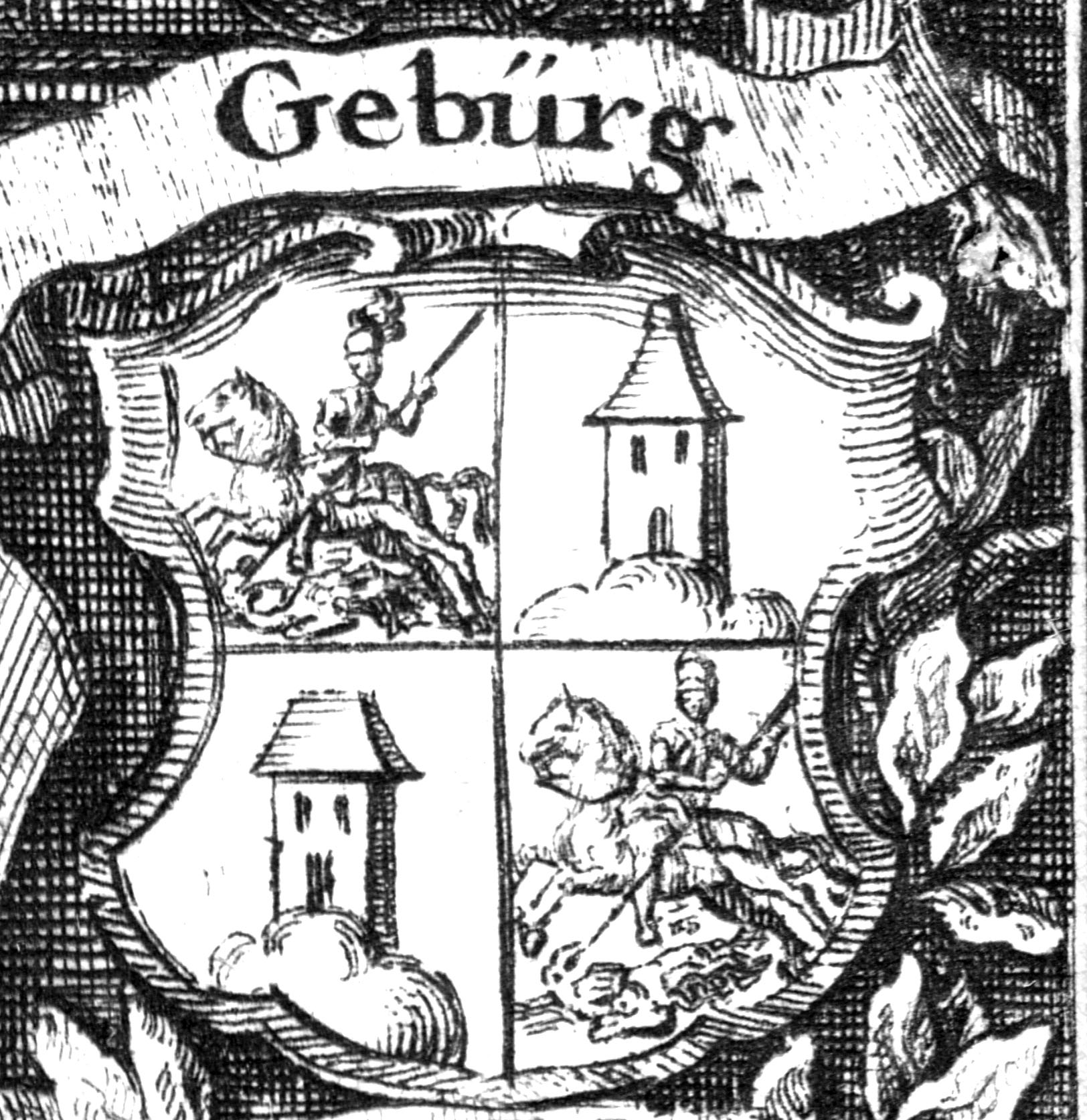
Stemma del cantone dei cavalieri di Gebürg nel Codex diplomaticus equestris cum continuatione del 1721

Il cantone dei cavalieri di Gebürg (tedesco: Ritterkanton Gebürg) fu un circolo di cavalieri del Sacro Romano Impero appartenente al Circolo dei cavalieri della Franconia.

## Confini
L'area di giurisdizione del cantone dei cavalieri di Gebürg comprendeva l'area della foresta della Franconia, il Vogtland ed il Fichtelgebirge. A nord, esso si estendeva da Lichtenfels a tutte le tenute cavalleresche a nord del fiume Meno; a ovest ed a sud, i fiumi Regnitz e Pegnitz costituivano la linea di demarcazione tra i cantoni della Steigerwald e dell'Altmühl.

## Storia
Il cantone dei cavalieri di Gebürg venne creato a partire dal XVI secolo in Germania, in Franconia. Esso aveva sede nella città di Bamberga dove si trovava la Ritterhaus a Kunreuth dove si trovava la cancellaria. Era suddiviso nei quartieri di Fichtelberg, Forchheim, Hollfeld, Rodach.
Già nel XV secolo, ad ogni modo, è documentata la presenza di un'associazione di cavalieri locali per l'area di Würzburg, uniti insieme contro i tentativi di territorializzazione operati dai vescovi di Würzburg.
A partire dal XVI secolo, vennero aggiunte alle famiglie già presenti anche quelle del Vogtland, le quali ad ogni modo dal 1615 decisero volontariamente di sottomettersi all'autorità del margravio di Brandeburgo-Kulmbach; questi per tutta risposta garantì alle famiglie del Vogtland un riconoscimento costituzionale ed alcuni privilegi, nel tentativo di unificare il proprio territorio anche con la collaborazione della nobiltà locale, a scapito delle istituzioni del Sacro Romano Impero. Nel 1663 altre famiglie attorno all'area di Bayreuth decisero di prendere la medesima decisione di quelle del Vogtland ed abbandonarono il cantone di Gebürg, indebolendolo ulteriormente.
Dopo aver preso il controllo del principato vescovile di Bamberga alla fine di novembre 1802, le truppe della regione del Palatinato occuparono l'area del principato di Bayreuth come risposta alle aggressioni prussiane. Nel tentativo di indebolire l'avversario e nel contempo di fortificare le proprie posizioni territoriali, il duca Massimiliano IV Giuseppe espropriò molte terre ai cavalieri locali.
Il circolo venne chiuso col crollo del Sacro Romano Impero, la mediatizzazione degli stati principeschi e la soppressione infine dei circoli cavallereschi il 16 agosto 1806.

## Cavalieri imperiali del cantone di Gebürg
- Ahorn 1529
- Baroni von Aufsess zu Freienfels auf Freienfels (dal 1529)
- Arnim
- Bayersdorff († 1747)
- Berg 1529
- Bibra
- Blanckenfels († 1747)
- Brandt (Brand) (dal 1529; † 1747)
- Bünau
- Cappel 1529
- Dobeneck 1529
- Drossendorf († 1747)
- Dürriegel von Riegelstein (Türriegel) († 1747)
- Ebner von Eschenbach
- Egloffstein 1529
- Feilitzsch 1529
- Förtsch von Thurnau (1529; † 1747)
- Fuchs 1529
- Geilsdorf 1529
- Giech 1529
- Geuder von Heroldsberg
- Gottsfeld 1529
- Gotsmann/Gotzmann von Thurn zu Neuhaus, Büg, Brand und Stopfenheim (1042; † 1611)
- Groß von Trockau 1529
- Grün 1529
- Guttenberg 1529
- Haidnob 1529
- Haßlach (1529; † 1747)
- Haueisen 1529
- Henlein 1529
- Herdegen 1529
- Hetzeldorff (1529; † 1747)
- Heußlein von Eußenheim (Heuslein von Eußenheim) – Rittergut Schönfeld, Schloss Sachsendorf
- Hirschhaid 1529
- Hirschberg (1529 als Hirsberg)
- Holzschuher von Harrlach
- Imhoff 1529
- Königsfeld (1529; † 1747)
- Kotzau 1529
- Krebs 1529
- Signori von Künsperg auf Danndorf
- Baroni von Künsperg zu Nagel auf Schernau und auf Thurnau (dal 1529)
- Leineck (1529; † 1747)
- Herren von Lichtenfels genannt Weingarten
- Lindenfels
- Lochner von Hüttenbach 1529
- Löffelholz 1529
- Lüschwitz/Löschwitz († 1747)
- Lüchau 1529
- Oelhafen von Schöllenbach
- Redwitz (Marktredwitz)
- Marschalle von Ebneth (1529; † 1747)
- Mengersdorf (1529; † 1747)
- Mengersreuth (1529; † 1747)
- Mistelbach (1529; † 1747)
- Modschidler von Gerau (zu Gera ?) († 1747)
- Muffel von Eschenau/Ermreuth
- Nanckenreuth (1529; † vor 1747)
- Neideck († 1747)
- Neustädter genannt Stürmer (dal 1529; † 1747)
- Ochs von Gunzendorf (1529; † 1747)
- Pallast († 1747)
- Plassenberg (Blassenberg) (1529; † 1747)
- Baroni von Pölnitz auf Aspach
- Potzlinger 1529
- Puntzendorff († vor 1747)
- Rabenstein 1529
- Rabensteiner zu Döhlau (1529 come Rabensteiner)
- Raitenbach 1529
- Rauschner 1529
- Signori von Redwitz auf Schmölz (dal 1529)
- Reitzenstein 1529
- Rorer 1529
- Rüsenbach (1529; † 1747)
- Schaumberg 1529
- Freiherren Schirndinger von Schirnding 1529
- Schlammersdorf
- Schönfeld
- Schütz 1529
- Seckendorff 1529
- Sparneck 1529
- Stiebar von Buttenheim (dal 1529)
- Streitberg (1529; † 1747)
- Truppach († 1747)
- Tucher von Simmelsdorf
- Varell
- Voit von Rieneck
- Baroni von Waldenfels (Wallenfels) 1529
- Wallenrode
- Wampach 1529
- Waischenfeld († vor 1747)
- Weiß 1529
- Welser von Neunhof und zu Beerbach
- Weyer 1529
- Wichsenstein (1529; † 1747)
- Wiesenthau 1529
- Wildenstein 1529
- Wirßberg (Wirsberg) (1529; † 1747)
- Würtzburg 1529
- Zedtwitz 1529
- Zeyern 1529
- Zollner vom Brand († vor 1747)